# Хшонстовице (гмина)
Хшонстовице (пол. Chrząstowice) — сельская гмина (волость) в Польше, входит как административная единица в Опольский повет (силезский), Опольское воеводство. Население — 6637 человек (на 2004 год).

## Демография
| Перепись                       | Всего   | Всего | Женщины | Женщины | Мужчины | Мужчины |
| ------------------------------ | ------- | ----- | ------- | ------- | ------- | ------- |
| Единицы                        | человек | %     | человек | %       | человек | %       |
| Население                      | 6637    | 100   | 3368    | 50,7    | 3269    | 49,3    |
| Плотность населения (чел./км²) | 80,6    | 80,6  | 40,9    | 40,9    | 39,7    | 39,7    |

## Сельские округа
1. Хшонстовице
2. Данец
3. Домбровице
4. Дембе
5. Дембска-Кузня
6. Фальмировице
7. Лендзины
8. Нивки
9. Сухы-Бур

## Соседние гмины
1. Гмина Избицко
2. Гмина Озимек
3. Ополе
4. Гмина Тарнув-Опольски
5. Гмина Турава